# Tudhalias III
Tudhalias III va ser un rei hitita cap als anys 1370-1350 aC. Era fill i successor d'Arnuwandas I. Portava els títols de "Gran Rei" i "Sol Meu". El seu nom hurrita anterior al regnat era Tašmi-Šarri. La seva primera dona es deia Satandu-Hepa i la segona dona Daduhepa. Va tenir dos fills: Subiluliuma i Zida. Un possible tercer fill, Tudhalias, podria ser també un net o un gendre. Alguns autors pensen que aquest Tudhalias era també el que es coneix com Tudhalias el Jove, que no hauria mort abans de ser rei.
En aquest regnat apareix per primer cop la terra de Hayasa, i la ciutat de Washukanni, capital de Mitanni, ja tornava a estar en mans dels reis d'aquell país. Quasi tot el regnat va transcórrer en lluita contra els kashka. Les cartes trobades a la ciutat de Tapikka revelen que no tots els kashkes eren hostils i els comandants de frontera feien tractats amb uns grups mentre combatien a uns altres, i fins i tot s'usaven grups de kashkes per lluitar contra altres kashkes.
Part del regnat es coneix per uns relats coneguts com els "Fets de Subiluliuma", redactats pel seu fill Mursilis II, que expliquen la carrera d'aquest rei quan encara només era un general del seu pare. No són totalment llegibles, ja que han arribat en estat fragmentari. El text d'aquests "Fets" està escrit en tercera persona, i Subiluliuma és anomenat sempre "el meu pare", i Tudhalias és "el meu avi". La primera part llegible indica que l'enemic havia capturat la ciutat d'Arziya. Tuttu de Sallapa (Šallapa) a la part occidental del país, es va enfrontar amb el rei per alguna raó i Tudhalias III va incendiar la ciutat de Sallapa. Com que la ciutat era massa valuosa, es va apagar el foc per impedir-ne la destrucció total.
Tudhalias III va fer una expedició a la regió del Mont Nanni i el va acompanyar el seu fill Subiluliuma. Aquesta campanya es coneix molt poc. Es va fortificar el districte i el fill d'un home anomenat Zittara va parlar al rei d'un altre home anomenat Halpa-muwa, però la història no es pot llegir totalment. La següent cosa que es pot llegir és una campanya que va fer Subiluliuma contra Hayasa (Hayasha o Hayaša) i contra els kashkes. Hayasa era un país al nord-est del territori hitita, i eren veïns dels kashka, que vivien al nord-oest dels hayasis. Hayasa tenia a l'est la capital hitita Samuha. Els hayasis van refusar combatre i van eludir el combat. Així Subiluliuma devia arribar fins al país dels kashka on va combatre i va fer nombrosos presoners que va portar a Samuha. Subiluliuma va tornar a Samuha i va tornar tot seguit a combatre els kashkes que s'havien reunit amb totes les seves forces auxiliars i els ramats. Subiluliuma tornà a ser victoriós (almenys això diuen els "fets") i va fer molts presoners.
Tot seguit, en la part que es pot llegir, Tudhalias III i el seu fill són a Samuha i Subiluliuma demana al seu pare que l'enviï contra l'enemic i quan el rei hi va accedir, Subiluliuma va marxar a l'interior d'Hatti on va trobar les restes del saquejos enemics. Els kashkes llavors es van dirigir contra la ciutat de Washaniya que van saquejar; després s'esmenta la muntanya Pirwasi i ja no es pot llegir res més.
Quan es pot tornar a llegir, Subiluliuma marxa altra vegada contra els kashka. Va atacar i derrotar nou tribus, que van deixar les seves armes. El príncep va fortificar les ciutats abandonades i les va repoblar. El seu pare era malalt a Samuha (malalt o potser ferit, ja que s'escriu igual a les fonts hitites) però ja recuperat va baixar per fer campanya a Masa i Kammala, regions dominades pels kashka situades al nord-oest de Hattusa i des on s'havia atacat la regió de Hulanna. Tudhalias es va emportar al seu fill amb ell i primer van prevaldre a Masa, però mentre combatien victoriosament a Kammala els kashka van atacar per darrere les ciutats que el príncep acabava de fortificar i repoblar i les van destruir altra vegada. Dues ciutats, Kathariya i Gazzapa es mencionen com les que van ajudar els kashkes, segurament com a pagament per no ser destruïdes o saquejades. Tudhalias i el seu fill van retornar i van destruir les dues ciutats i van empaitar als kashkes; van iniciar una marxa cap a l'est que els va portar fins Hayasa on van combatre amb el seu rei Karanni o Lanni. La historia no continua.
En la següent part llegible, Subiluliuma va marxar contra el cap dels kashkes, Piyapili. Tudhalias III estava malalt o ferit altra vegada i no va participar en la campanya. Descriu els mals causats pels kashka que "el seu pare va derrotar" i explica que els kashka que havien envaït Hatti estaven formats per dotze tribus. Quan Tudhalias es va posar bo, va baixar de la Terra Alta Hitita i va lliurar batalla amb els kashkes a Zithara.
En un altre moment, Subiluliuma demana al seu pare que l'enviï contra Arzawa i el pare va accedir. Els arzawians són descrits com a tribus i el príncep els va combatre després de només un dia de marxa el que volia dir que havien entrar profundament a territori hitita. Com és habitual en aquestes cròniques el príncep va guanyar la batalla però el resultat real de la campanya no es coneix.
Cap al final del regnat de Tudhalias III, el regne de Mitanni s'havia fraccionat; a l'est un fill de l'assassinat Artashumara, de nom Artatama II, va prendre el poder, mentre a l'oest l'home fort del regne Udhi va establir un govern amb un jove rei de nom Tushratta, sota la seva regència; la situació es va mantenir estable fins que Tushratta es va fer gran i es va desfer del regent i dels seus col·laboradors. Va reprendre les bones relacions amb Egipte que el regent havia ignorat, però no va poder solucionar la reclamació del seu nebot que va conservar la meitat del regne.
Tushratta de Mitanni va afavorir una revolta de prínceps vassalls dels hitites a la zona fronterera entre ambdós estats, la direcció nominal de la qual es va encarregar a Isuwa, vassall de Mitanni i lleial a Tushratta. La revolat va afectar:
- La ciutat de Kurtalisa (Kurtališša)
- La ciutat d'Arawanna
- La terra de Zazisa (Zaziša)
- la terra de Kalasma (Kalašma)
- La terra de Timana
- La regió de la muntanya Haliwa
- La regió de la muntanya Karna
- La ciutat de Turmitta
- la terra d'Alha
- la terra d'Hurma
- La regió de la muntanya Harana
- la meitat de la terra de Tegarama
- la ciutat de Tepurziya
- la ciutat d'Hazka
- La ciutat d'Armatana

Subiluliuma, que probablement encara només era príncep hereu va anar a la zona i va derrotar els rebels no tots a la vegada sinó un darrere l'altre. Els que van poder escapar es van refugiar a Isuwa. Els hitites van voler prendre revenja i aprofitar la debilitat de Mitanni, fraccionada per la lluita entre els dos aspirants al tron. Subiluliuma va envair els territoris de Tushratta a "l'oest de l'Eufrates" (probablement la part occidental d'Isuwa) però Tushratta i va anar amb un exèrcit i va derrotar els hitites que van haver de sortir del país i els exiliats rebels van restar en seguretat sota protecció de Mitanni a Isuwa.
Tarhunta-radu, rei d'Arzawa, també va entrar en contacte amb Egipte per concertar l'enllaç amb una filla del faraó i en la correspondència el faraó li demana que li enviï alguns kashkes com esclaus i després li diu que "he sentit a dir que tot s'ha acabat, que la terra d'Hattusa està destruïda".
Sobre altres territoris es creu que es va mantenir l'amistat i els pactes amb Wilusa, i se sap que hi va haver un intent de Kizzuwatna de restablir la independència amb ajut de Mitanni, que va ser avortat.
A la seva mort el va succeir probablement el seu fill Subiluliuma I però hi ha una lleugera prova d'un govern d'Hattusilis II, potser un germà de Tudhalias III, que alguns situen en aquesta època.